# Bistum Riez
Das Bistum Riez (lateinisch Dioecesis Regensis) war eine in Frankreich gelegene römisch-katholische Diözese mit Sitz in Riez.

## Geschichte

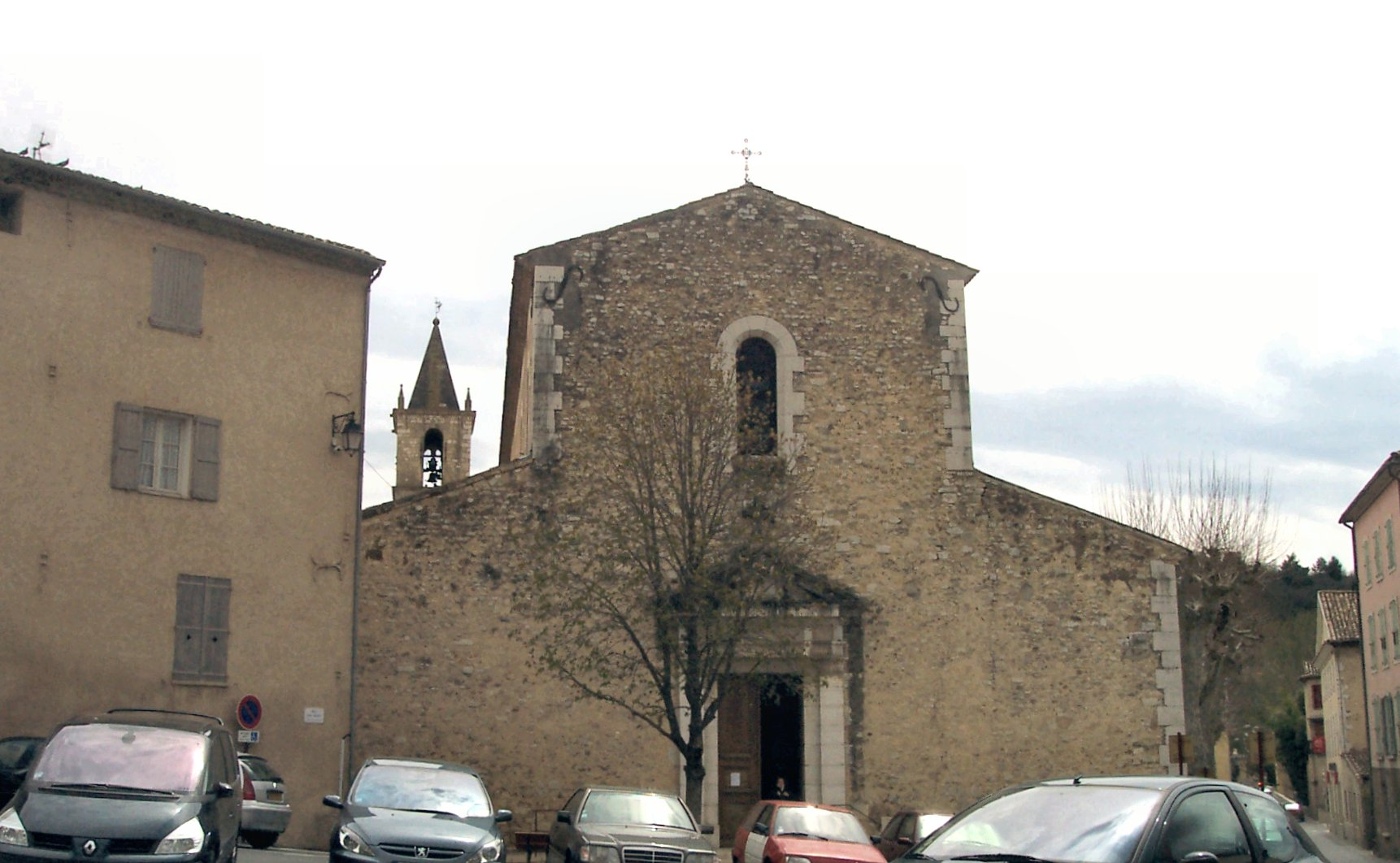
Kathedrale Notre-Dame-de-la-Sède in Riez

Das Bistum Riez wurde im 5. Jahrhundert errichtet. Erster Bischof war Maximus, gefolgt von Faustus.
Am 29. November 1801 wurde das Bistum Riez infolge des Konkordates von 1801 durch Papst Pius VII. mit der Päpstlichen Bulle Qui Christi Domini aufgelöst und das Territorium wurde dem Erzbistum Aix und dem Bistum Digne angegliedert.
Das Bistum Riez war dem Erzbistum Aix als Suffraganbistum unterstellt. Im Jahre 1751 umfasste das Bistum Riez 54 Pfarreien.